# Dragovita
Dragovita (em cirílico: Драговита) é uma vila da Sérvia localizada no município de Dimitrovgrad, pertencente ao distrito de Pirot, na região de Visok. A sua população era de 43 habitantes segundo o censo de 2011.

## Demografia
| 1948 | 1953 | 1961 | 1971 | 1981 | 1991 | 2002 | 2011 |
| ---- | ---- | ---- | ---- | ---- | ---- | ---- | ---- |
| 938  | 953  | 719  | 467  | 186  | 95   | 81   | 43   |